# 11. Armee (Russisches Kaiserreich)
Die 11. Armee des Russischen Kaiserreichs war eine Armee, die während des Ersten Weltkrieges eingesetzt wurde. Die Armee wurde im Juli 1914 nach dem Eintritt Russlands in den Ersten Weltkrieg gegründet und 1918 aufgelöst.

## Geschichte

### 1914
Am 24. September 1914 begann die russische 3. Armee unter General Dimitriew mit der ersten Belagerung von Przemysl. Währenddessen startete General Paul von Hindenburg von Schlesien her eine Offensive gegen die Weichsel, so dass Dimitriew am 11. Oktober die Belagerung aufhob und hinter den San zurückging.  Am 9. November 1914 konnte die Russen die Belagerung von Przemyśl aber wieder fortsetzen, allerdings nicht mit den Verbänden Dimitriews, die nördlicher gegen Krakau operierten, sondern mit der neu aufgestellten 11. Armee. Die neuformierte Belagerungsarmee bestand zunächst aus sechs Reserve- und drei Kavalleriedivisionen:
- XXVIII. Armeekorps unter General der Inf. Kaschtalinski – 58. und 60. Reserve-Division
- XXIX. Armeekorps unter General der. Inf. Zujew – 69. und 80. Reserve-Division
- XXX. Armeekorps unter General der Inf. Ferdinand Wewel – 75. und 81. Reserve-Division
- Kavalleriekorps Weljow – 9. und 11. Kavalleriedivision, 2. Kuban-Kosakendivision

Der mit dem Oberbefehl betraute General Seliwanow führte keine Frontalangriffe mehr, sondern setzte darauf, die Garnison durch eine Blockade auszuhungern. Die 11. Armee hielt die Belagerung während der Winterschlacht in den Karpaten im Hinterland der russischen 8. Armee aufrecht.

### 1915
Im Februar 1915 scheiterte die k.u.k. 3. Armee unter General von Boroevic in der Schlacht in den Karpaten mit dem angesetzten k.u.k. VII. und X. Korps mehrfach beim Entsatzversuch der Festung Przemyśl. Ende Februar wurde zur Verstärkung die k.u.k. 2. Armee unter General von Böhm-Ermolli aus Russisch-Polen nach Galizien zurückverlegt. Alle Entlastungsangriffe wurden von der russischen 8. Armee unter General Brussilow erfolgreich abgeschlagen. Am 19. März ordnete der Festungskommandant von Przemyśl, General Kusmanek  einen Ausbruchsversuch an, doch die Angriffe unter Feldmarschallleutnant Tamásy wurden von der 11. Armee zurückgeschlagen und die Truppen in die Festung zurückgedrängt. Am 22. März 1915 ergab sich Kusmanek mit der verbliebenen Garnison den Russen. In russische Gefangenschaft gerieten insgesamt 9 Generäle, 2300 Offiziere und 110.000 österreichisch-ungarische Soldaten.
Nach dem Großen Rückzug wurde die 11. Armee zwischen der 8. und 9. Armee an der unteren Strypa gegenüber der deutschen Südarmee eingeschoben. Nach den schweren Herbstkämpfen mit der k.u.k. 2. Armee ging auch Brody verloren, die neue Front an der ostgalizischen Grenze stabilisierte sich zwischen der oberen Ikwa über Nowy-Alexinez bis Trembowla. Der 11. Armee unterstanden im Oktober 1915 folgende Großverbände:
- VII. Armeekorps (13. und 34. Division)
- VI. Armeekorps (4. und 16. Division)
- XXII. Armeekorps (finnische 1. und 3. Schützen-Division)
- XVIII. Armeekorps (23. und 37. Division)
- Kuban-Kosaken-Division[1]

### 1916
Um den Erfolg der 8. Armee zu Beginn der Brussilow-Offensive im Juni 1916 im Raum Luzk auszunutzen, ließ General Brussilow nun auch die südlicher anschließende 11. Armee unter General Sacharow angreifen. Die Angriffe bei Mlynow und Sapanow führten bis zum 10. Juni zur Eroberung des Verkehrsknotenpunktes Dubno. Die k.u.k. 1. Armee ging von der Ikwa auf die Plaszewka und die untere Lipa zurück. Die russischen Angriffe gegen die Stellungen der k.u.k. 2. Armee östlich von Brody und an der oberen Ikwa blieben dagegen erfolglos. Anfang Juli stand der nördliche Flügel Sacharows zwischen Swiniuchy und Gorochow dicht vor der alten Landesgrenze Galiziens.

### 1917
Nach dem Abgang der links anschließenden 9. Armee in den Abschnitt der Rumänischen Front, musste das AOK 11 die Front gegenüber der deutschen Südarmee an der Strypa nach Süden verlängern.
Während der Kerenski-Offensive Anfang Juli 1917 war die 11. Armee unter General Erdeli zwischen Brody und Konjuchi gegen Lemberg angesetzt. Sie führte den Hauptstoß mit dem V. Sibirischen Korps, dem XVII., XXXXIX. sowie dem VI. Armeekorps. Zudem waren das 1. Gardekorps und das XXXXV. Armeekorps als Reserve der übergeordneten Südwestfront verfügbar. In der Schlacht bei Zborów konnte die österreichische Front durchbrochen werden, und große Teile der k.u.k. 2. Armee gingen in Gefangenschaft. Deutsche Eingreifdivisionen stabilisierten die Front aber bald und gingen ab 19. Juli aus dem Raum Zloczow zum Gegenangriff über. Vergeblich versuchte die Garde unter General Mai-Majewski am 25. August, den Verlust von Tarnopol zu verhindern.

## Kommandeure
(Datumsangaben im gregorianischen Kalender)
- Andrei Nikolajewitsch Seliwanow (3. November 1914 – 18. April 1915)
- Dmitri Grigorjewitsch Schtscherbatschow (18. April 1915 – 1. November 1915)
- Wladimir Wiktorowitsch Sacharow (1. November 1915 – 7. November 1916)
- Wladislaw Napoleonowitsch Klembowski (7. November 1916 – 2. Januar 1917)
- Dmitri Wassiljewitsch Balanin (2. Januar 1917 – 18. April 1917)
- Alexei Jewgenjewitsch Gutor (28. April 1917 – 3. Juni 1917)
- Iwan Iwanowitsch Fedotow (7. Juni 1917 – 17. Juni 1917)
- Iwan Georgijewitsch Erdeli (17. Juni 1917 – 22. Juli 1917)
- Pjotr Semjonowitsch Balujew (22. Juli 1917 – 1. August 1917)
- Fjodor Sergejewitsch Rerberg (1. August 1917 – 11. September 1917)
- Michail Nikolajewitsch Promtow (22. September 1917 – 14. Dezember 1917)
- Wladimir Konstantinowitsch Tokarewski (Dezember 1917 – März 1918)